# Meetlat

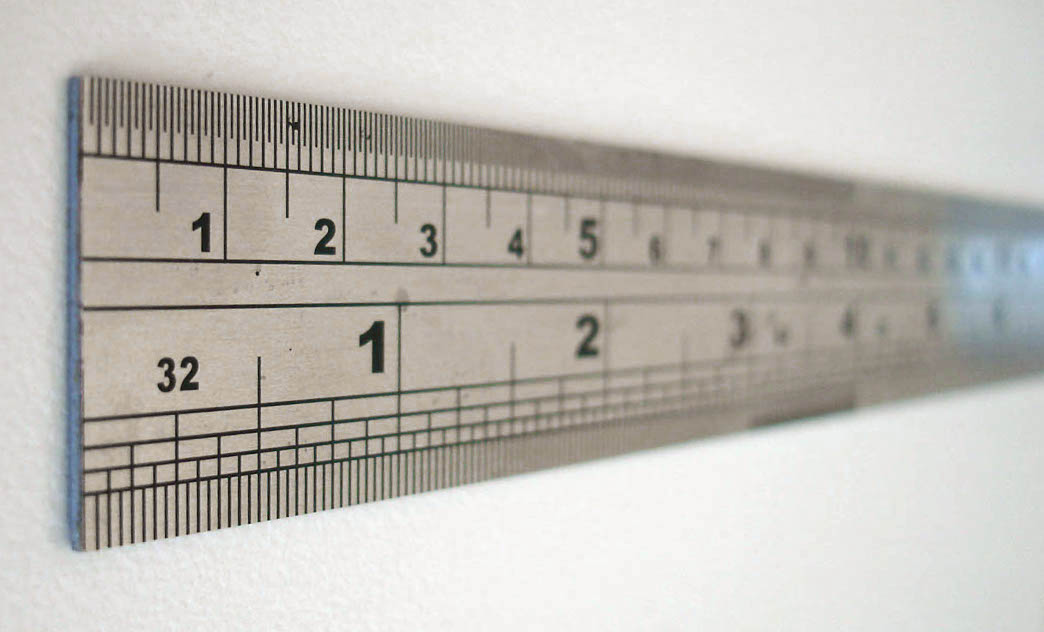
Stalen meetlat

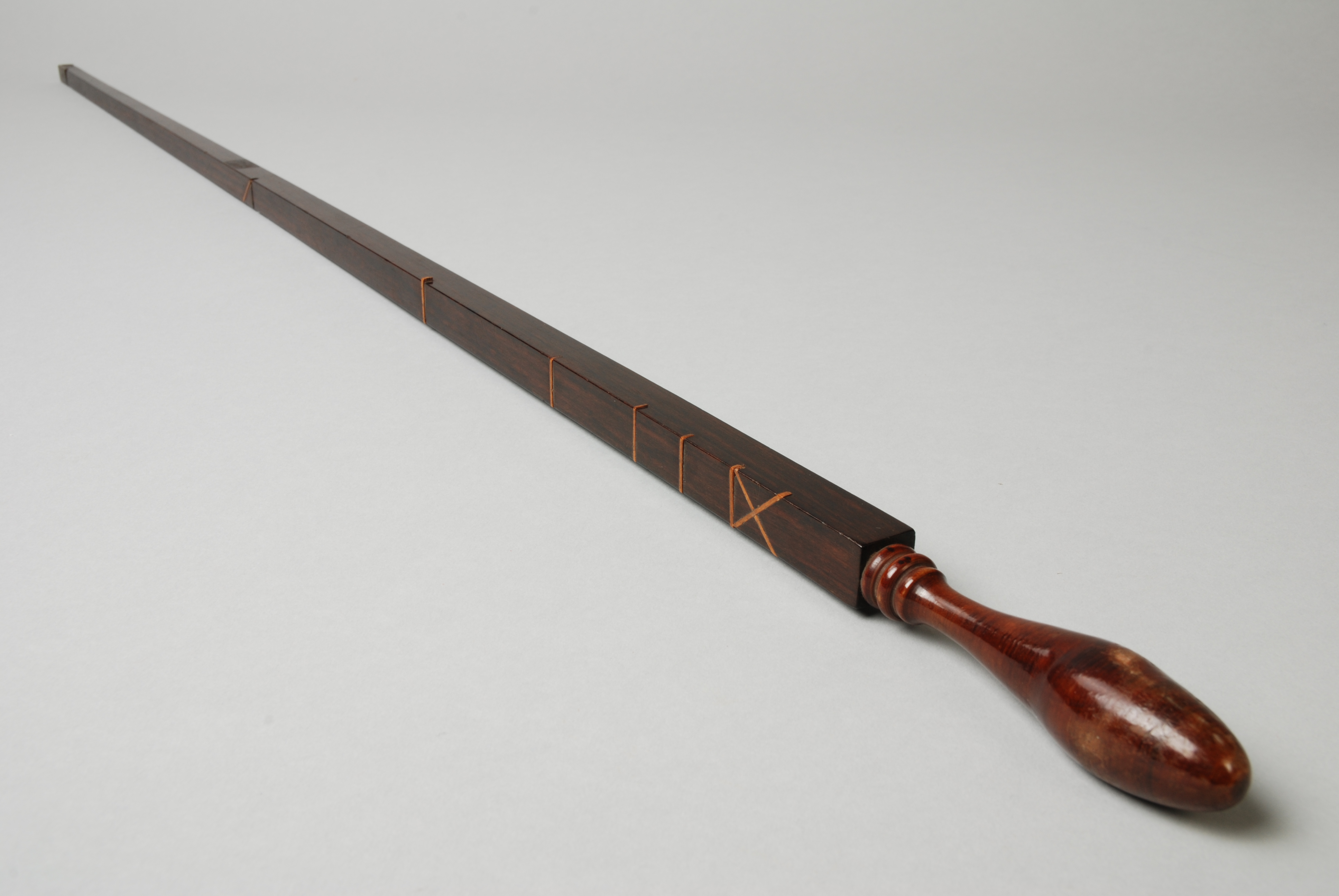
Meetlat om ellen te meten

Een meetlat is een langwerpig meetgereedschap dat dient voor het meten van lengtematen. 
In het metrische stelsel zijn meetlatten meestal voorzien van een maatverdeling in millimeters. De cijfers geven de centimeters aan. Sommige hebben bovendien een verdeling in achtsten van een inch, waarbij de cijfers de inches aangeven. Meetlatten worden geleverd in verschillende lengten; een gangbare maat is 30 of 40 cm. Stalen meetlatten worden veel gebruikt in de metaalbewerking. Zo'n meetlat wordt vaak samen met een kraspen gebruikt bij het aftekenen van lijnen.
Een meetlat of liniaal met maatverdeling wordt ook veel op scholen gebruikt en dan meestal in een versie van kunststof of hout. Er bestaan nog andere toepassingen voor meetlatten, bijvoorbeeld bij het naaien.